# Junioren-Fußball-Südamerikameisterschaft 1954
Die I. Junioren-Fußball-Südamerikameisterschaft 1954 fand vom 22. März 1954 bis zum 13. April 1954 in Venezuela statt.
Ausgetragen wurden die Begegnungen zur Ermittlung des Turniersiegers der auch als Juventud de América bezeichneten Veranstaltung in Caracas. Es nahmen am Turnier die Nationalmannschaften Brasiliens, Chiles, Ecuadors, Kolumbiens, Paraguays, Uruguays und Venezuelas teil. Hinzu kam auf Einladung die Landesauswahl des mittelamerikanischen Staates Panama.
Gespielt wurde in zwei Gruppen und einer anschließend ebenfalls im Gruppenmodus ausgetragenen Finalphase. Venezuela als Gastgeber war automatisch für die Finalphase gesetzt und stieg erst zu diesem Zeitpunkt ins Turnier ein. Aus der Veranstaltung ging Uruguay als Sieger hervor. Die Plätze zwei bis vier belegten die Nationalteams aus Brasilien, Venezuela und Peru.
Torschützenkönig des Turniers war der Paraguayer Juan B. Agüero mit sieben erzielten Treffern.
Der Kader der von Gerardo Spósito trainierten Siegermannschaft bestand aus folgenden Spielern:
Jorge Rodríguez Andrade (Central), Simón Peña (Cerro), Eustaquio Claro, Enrique Cruz, Ramón Cruz (alle Danubio), Héctor Demarco, Enrique Laitano (beide Defensor Sporting), José Ayup, Juan López (beide Liverpool), Guillermo Escalada, Walter Marichal, Omar Ramos, Roberto Sosa (alle Nacional), Walter Davoine, José Mónaco, José Rizzo (alle Peñarol), Manuel Pedersen (Rampla Juniors) und Víctor Guaglianone (Wanderers).